# Bárður Hansen
Bárður Jógvanson Hansen (transkripcí Bárdur Jógvanson Hansen; * 13. března 1992, Tórshavn) je faerský fotbalový obránce a reprezentant, od roku 2016 hráč dánského klubu Fremad Amager.

## Klubová kariéra
- GÍ Gøta 2007
- Víkingur Gøta 2008–2016
- Fremad Amager 2016–[1]

## Reprezentační kariéra
Nastupoval za faerské mládežnické fotbalové reprezentace U17, U19 a U21.
V A-mužstvu Faerských ostrovů debutoval 13. 6. 2015 v kvalifikačním utkání v Tórshavnu proti reprezentaci Řecka (výhra 2:1).